# Джефферсон (округ, Флорида)
Шаблон:StateAbbr_ 30°25′ пн. ш. 83°54′ зх. д. / 30.42° пн. ш. 83.9° зх. д.
Округ Джефферсон (англ. Jefferson County) — округ (графство) у штаті Флорида, США. Ідентифікатор округу 12065.

## Історія
Округ утворений 1827 року.

## Демографія
За даними перепису 2000 року загальне населення округу становило 12902 осіб, усе сільське. Серед мешканців округу чоловіків було 6581, а жінок — 6321. В окрузі було 4695 домогосподарств, 3307 родин, які мешкали в 5251 будинках. Середній розмір родини становив 3,03.
Віковий розподіл населення поданий у таблиці:
| Стать    | До 15 років | 15-21 | 22-29 | 30-39 | 40-49 | 50-65 | 65-85 | Понад 85 |
| -------- | ----------- | ----- | ----- | ----- | ----- | ----- | ----- | -------- |
| Чоловіки | 1176        | 657   | 647   | 1008  | 1139  | 1158  | 723   | 73       |
| Жінки    | 1185        | 544   | 535   | 827   | 1022  | 1139  | 913   | 156      |

## Суміжні округи
- Томас, Джорджія — північ
- Брукс, Джорджія — північний схід
- Медісон — схід
- Тейлор — південний схід
- Вакулла — південний захід
- Леон — захід